# عصب شرجي عصعصي
العصب الشرجي العصعصي (بالإنجليزية: Anococcygeal nerve)‏ هو عصب يتَفرعُ من الضفيرة العصعصية.